# Der Bäcker Jan Marhoul
Der Bäcker Jan Marhoul (OT. Pekař Jan Marhoul) ist der Titel eines 1924 publizierten Romans des tschechischen Schriftstellers Vladislav Vančura. Erzählt wird das groteske Leben eines böhmischen Bäckers, der durch Gutmütigkeit und Leichtsinn seinen Besitz verliert und dem trotz Fleiß seine Sanierung in der Gesellschaft nicht mehr gelingt. Die erste deutsche Übersetzung von Julius Mader erschien 1937. 1959 übersetzte Oskar Kosta unter dem Pseudonym Peter Pont den Roman neu.

## Inhalt

### Bäckermeister in Benešov (Erstes Kapitel)
Der surreale Anfang setzt das letzte Kapitel fort und spielt nach der Beerdigung des Bäckers Jan Marhoul in dessen dunkler Grabkammer. Darauf dreht der Erzähler, nach dem Wunsch, dass Marhouls Sohn Jan Josef gesund bleiben möge, die Zeit um 14 Jahre zurück: zum Wendepunkt im Leben des 29-Jährigen und seiner gleichaltrigen Frau Josefina Marhoulová.
Die beiden haben mit 18 Jahren geheiratet und betreiben mit zwei Gesellen eine Bäckerei am Marktplatz von Benešov in Mittelböhmen. Die Handlung setzt an einem Sommertag des paradiesischen Glücks ein, mit hoffnungsvollem Blick auf die Zukunft. Der 6-jährige Sohn Jan Josef soll einmal wie sein Vater Bäcker werden und die Familientradition fortsetzen. Marhoul ist ein freundlicher, hilfsbereiter Mensch und verlässt, in der ersten ihn charakterisierenden Szene des Romans, spontan seinen Laden, um den kranken Hund seines Freundes, des Straßenwärters Deyl einzufangen: „So groß war das Verblendetsein des Bäckers durch das Glück, dass er alle Dinge gleich leicht oder schwer wog. Das Handwerk stockte, und das Geschäft stockte, doch der Vogel, der auf dem hohen Zweig sang, bewirkte, dass der Meister an nichts anderes dachte als an ihn, den Vogel; der herumstreichende Vogel lockte ihn aus dem Laden.“ Als er nach einer Stunde zurückkehrt, erzählt er Josefina lang und breit, was er erlebt hat. Sie liebt ihren Mann in seiner Art: „Der Unterschied, der zwischen ihm und den anderen Menschen bestand, war mehr als ein Vorzug, er war ein Geschenk. Er ließ keinen Zorn ein und füllte die Räume des Hauses mit Heiterkeit und Liebe.“ Wenn er nicht im Laden ist, können die Kunden sich selbst bedienen und das Geld in eine Schüssel legen. Von den Einnahmen lässt er sofort Fleisch für das Mittagessen mit den Gesellen kaufen: „Er gab, denn er glaubte nicht, dass Geld von Bedeutung sei. Die winselnde Wohltätigkeit mit ihren tränenden Augen und ihrer Rotznase, das plärrende Herz, das sich, Rührung erweckend, von Haus zu Haus schleppte, steckte die erfrorene Pfote durch des Bäckers Tür. Der Meister drückte sie, wie man die Hand eines Nachbarn drückt, und gab. […] »nehmt, solange ich euch geben kann!« Frau Josefina dachte: Wer so schenkt, ist reich! […] Er ist arbeitsam und klug; was er verschenkt, wird in Hülle und Fülle wieder hereinkommen.“
Jans Gutmütigkeit wird jedoch jahrelang ausgenutzt, auch von Schwindlern, die ihm ihr trauriges Schicksal erzählen und seine Wohltaten ergaunern. Er arbeitet von morgens bis abends in der Backstube, im Laden, im Garten und im Pferdestall und findet immer Zeit für die Gasthäuser, das Hlíňanka, die Schnapsschenke des Juden Koterák, um mit seinen Freunden zu trinken, zu plaudern und zu musizieren. In diesen geselligen Runden ist er sehr freigebig und leiht bedenkenlos Geld, wenn jemand knapp bei Kasse ist.
Auslöser für die Wende dieses leichtlebigen Umgangs mit dem Geld ist groteskerweise seine Wahrheitsliebe und Rechtschaffenheit. Als er den zu Unrecht verleumdeten Verwalter des Gemeindehofs in Schutz nehmen will, bringt ihm dies dessen Zorn und einen Streit ein und dieser fordert die Rückzahlung des ihm geliehenen Geldes. Dies ist der Anstoß für Marhoul, zusammen mit seiner Frau die Schulden zusammenzurechnen: 1700 Gulden. Dazu kommen nicht bezahlte Rechnungen beim Schneider, bei den Bauern und der Mühle für Getreide und Mehl. Zum ersten Mal wird seiner Frau ihre wirtschaftliche Lage bewusst und sie befürchtet, dass ihr Mann die Bäckerei aufgeben und eine Stelle als Arbeiter suchen muss. Aber Jan verdrängt schnell das Problem und lebt weiter wie bisher. Er leiht Geld für die Backmaterialen, gibt aber die Einnahmen sofort wieder aus und verleiht selbst kleine Beträge. Auch Josefina ist in ihren Reflexionszyklen begrenzt: „War Jan ein Narr, wenn auch nicht toll, Josefina blieb eine Arbeiterin. Ihre Intelligenz war unmittelbar und eng wie der Weg, den zu gehen ihr auferlegt war. Für sie reichte kein Ding über den Tag hinaus, an dem es geschah, und jeder Tag begann mit neuer Arbeit.“ Der einzige, der Marhoul immer wieder vor dem finanziellen Ruin warnt, ist der Selterswasserverkäufer und „Tempelhelfer“, der „Fortschrittler“ und konfessionslose Jude Rudda: „Der Mensch entgeht seinem Schicksal nicht, doch du, Jan, bist selbst schuld an deinem Misserfolg […] Du lebst in den Tag hinein und machst dich lustig über dein Geschäft. […] was hast du mit Josefinas Geld gemacht? – Du weißt es nicht. Blind und taub bist du.“ Marhoul antwortet darauf: „Ich weiß, dass ich dumm bin.“
Das öffentliche Gerede über Marhouls Schulden führt schließlich dazu, dass seine Situation in der „Vorschussklasse“ der Gemeindefinanzverwaltung erörtert wird. Da sein Haus verpfändet ist, fürchtet man, dass er wegen der unübersichtlichen privaten finanziellen Verhältnisse bald zahlungsunfähig sein wird, und beschließt die Zwangsverwaltung seines Besitzes. Amtspersonen erscheinen in seinem Haus und nehmen die Bestände auf. Marhoul reagiert gelassen auf den Verlust seiner Bäckerei, des Grundstücks und der Pferde: „Bisher hatte ich immer zu essen, und in der Sicherheit dieser Armut, die dem alten Wohlstand auf Haar gleicht, werde ich auch weiter zu essen haben. Was ist geschehen? Ich war arm, als ich dieses Haus hatte, und ich werde arm bleiben, wenn es nicht mehr mein sein wird.“ Bei der Versteigerung kaufen seine Freunde Rudda und Deyl einige Haushaltsgegenstände und schenken sie ihm. Zusammen mit den Resten seiner Einrichtung werden sie ins Dorf Nadelhota gefahren. Dort will Jan einen Neuanfang wagen. Im Dorf gibt es keinen Bedarf für eine Bäckerei, da die Bauern ihr Brot selbst backen. Deshalb hat ihm der Bürgermeister geraten, er solle die stillstehende Mühle des Gutshofes pachten. Er könne sie herrichten und dann mit dem Betrieb seinen Unterhalt verdienen.

### Mühle in Nadelhota (Zweites Kapitel)
Nach Verhandlungen mit dem boshaften Verwalter des herrschaftlichen Gutes pachtet Marhoul für sechs Monate die Mühle in Nadelhota und beginnt mit geliehenem Geld fleißig und mit handwerklichem Geschick das verwahrloste Gebäude und das Mahlwerk zu reparieren. Beim Versuch einen Balken auszutauschen, stürzt er ab und bricht sich ein Bein, das geschient werden muss und nur langsam heilt. Auch danach kann er sich nur humpelnd vorwärtsbewegen und muss die Reparatur abbrechen. Seine Frau rät ihm, Arbeiter zu werden. Doch „Jan Marhoul wird nie einer sein, er hat nicht die Härte dieses Standes. Jan ist verspielt, und seine ständige Unruhe lässt keine Zucht in ihm aufkommen. Wie von einer Art Eselsgüte erfüllt, verrichtet er neunerlei Dinge, ohne sie zu unterscheiden. […] Das Elend brannte im Haus wie eine Lampe, die in Grüften leuchtet, und schließlich und endlich wurde es langweilig. Ein Abgrund – sagte sich Marhoul – ist nicht fürchterlicher als Berge, wir werden uns gewöhnen.“
Die beiden Freunde unterstützen ihn wieder und nach seiner Genesung arbeitet er, wie seine Frau auf dem herrschaftlichen Feld, als Tagelöhner und klaut das Brennholz aus dem Wald des Gutsherrn. Dann kommt er auf die Idee, mit auf Kredit gekauftem Mehl Brot zu backen und es mit dem von den Hunden Bosko und Don gezogenen Wagen in den umliegenden Dörfern und in Mrač, in der Nähe der Moldaubrücke bei Mamýk, an Straßenarbeiter zu verkaufen. Dies funktioniert recht gut, bis er im Winter die Dörfer nicht mehr durch den Schnee erreichen kann. Außerdem haben andere Kunden in dieser Jahreszeit ihre Arbeiten eingestellt.
Jan muss auch dieses Projekt aufgeben und nach einem halben Jahr dem Verwalter mitteilen, dass er den Pachtzins nicht bezahlen kann. Dieser droht ihm mit Ausweisung, doch dann findet er einen neuen Pächter, den protzigen „Müllerwolf“ František Némec aus Bousov, der Marhoul zu schlechten Konditionen als Müllergeselle übernimmt. Némec nutzt gnadenlos die drohende Obdachlosigkeit der Familie Marhoul aus. Obwohl Jan „die Gefräßigkeit, den Geiz und die Grausamkeit dieses Fettwanstes durchschaut, der nichts anderes war als ein großes Knäuel von Därmen mit einem blechernen, von einem struppigen Bart umrahmten Maul“, muss er die Bedingungen akzeptieren, für ihn Brote backen und den verwahrlosten Garten kultivieren. Dafür darf er wohnen bleiben und für sich selbst einige Brote behalten. Die Mühle soll vom Altknecht Durdil betrieben werden, der jedoch wegen Schwindsucht nur begrenzt arbeiten kann. So hilft Marhoul ihm bei der Mahlarbeit und pflegt zusammen mit seiner Frau den Kranken bis zu seinem Tod. Dieser versucht Jan die Augen über den Ausbeuter Némec zu öffnen. Marhoul sieht den „Menschenschinder und Geizkragen“ jedoch nicht als typisch an, sondern als Ausnahme. Dieser stehe außerhalb der Gesellschaft: „[U]m so weniger sollte er mich im Bösen davonjagen, sonst könnte sich mein Warten in Wut verwandeln. Ich bin arm, aber ich weiß schon, wer ich bin, und wenn er mir den Lohn nicht zahlen will, werde ich es ihm heimzahlen, was er mir antut. Ich habe wütende Menschen gesehen […] die grün geworden sind, wenn die Leidenschaft sie gepackt hat.“

### Rückkehr nach Benešov (Drittes und Viertes Kapitel)
Nach František Durdils Tod bietet Neméc Jan an, die Mühle für ihn zu den bisherigen Konditionen weiterzuführen. Als dieser eine bessere Bezahlung verlangt, beschuldigt ihn der Müller, er habe Mehl und Brot für sich abgezweigt und er könne deshalb keine Forderungen stellen. Es kommt zum Streit: Marhoul beschimpft ihn als Wucherer und Gauner, dieser kündigt ihm und fordert ihn auf, die Mühle zu verlassen. Jan gibt nicht nach, obwohl seine Frau ihn zu besänftigen versucht: „[A]nderswo wird es nicht besser. Wir sind arm und werden überall dienen müssen. Dieser Neméc, von dem du erklärst, dass nur er so ist und kein anderer, der wartet überall auf uns. Ich weiß, dass es alte Feindschaft gibt zwischen den Reichen und den Armen, und dass dienen heißt: zu gleicher Zeit geschunden und geschändet zu werden.“ Für Jan ist der Müller ein einzelner Bösewicht, die Menschen dagegen, meint er, seien allgemein nicht böse. Der inzwischen 36-Jährige hofft wieder einmal auf Besserung an einem anderen Ort. So verlässt die Familie im Winter mit dem Hundeschlitten die Mühle und kehrt nach Benešov zurück.
In Benešov besorgt Rudda dem Freund eine Wohnung in der „Schmutzgasse“, im Elendsviertel der Stadt, und drängt den Bäcker Pánek, einen alten Trinkfreund aus der Schnapsschenke des Juden Koterák, ihn anzustellen. Dafür muss dieser einen Gesellen entlassen. Für Marhoul hat sich die wirtschaftliche Situation erst einmal stabilisiert. Er arbeitet wieder in seinem Beruf, wenn auch auf einer niedrigeren Stufe: als Geselle und nicht mehr als Meister.
Nach einiger Zeit stellt sich Marhouls alter Schlendrian wieder ein, verbunden mit der Wirthaustrinkerei in der „Hlíňanka“ und der Abschottung von der Wirklichkeit. Jan altert „unter dem veränderlichen Himmel seines Elends“. Zwar arbeitet er regelmäßig, doch sein Meister ist mit ihm unzufrieden. Er wirft ihm vor, den Abzug des Backofens nicht zu reinigen, wodurch der Ofen überheizt sei, und er gehe mit dem Holz nicht sparsam um. Außerdem kritisiert er seine überspannten Bildungspläne mit seinem Sohn. Diese Bemerkung trifft bei Marhoul auf einen wunden Punkt, denn Jan Josefs Noten haben sich nach anfänglichen Erfolgen zunehmend verschlechtert und er will die Schule beenden und sich eine Arbeitsstelle suchen.

### Krankheit und Tod (Viertes und Fünftes Kapitel)
Marhoul altert und die ersten Krankheitssymptome zeigen sich: Auf dem nächtlichen Weg zur Arbeit stob „[d]as Phantasiegebilde einer gewaltigen Schar […] über die Gärten dahin. ›Hier bin ich, hier bin ich!‹ wiederholte Jan, bereit die Fahne seiner Niederlage emporzuheben. Doch das seltsame Heer flog weiter und weiter, Jan hinter sich lassend gleich dem offenen Berg Blaník, da die Ritter ihn bereits verlassen hatten.“ In dieser apokalyptischen Stimmung überwirft er sich mit seinem treuen Freund und Helfer Rudda, als dieser ihn wieder einmal warnt. Sie sagen sich gegenseitig die Wahrheit über ihre Narrheit und Rudda verlässt die Wohnung. Am Ende fühlt Marhoul sich allein: „[S]eine Rechte hob sich ins Leere und sank wieder herab. Rudda geht weg, und er wird nicht wiederkommen, und Jan Josef, die einzige Sicherheit meines Spiels, wird mir verlorengehen…“ Dieser Entfremdung folgt eine schmerzhafte Entzündung seines Rückenmarks. „Die Entwicklung der Dinge verdüsterte sich, und die geweißten Wände beziehen sich mit der Farbe des Alters. […] Die Finsternis, mitten entzweigespalten, begann zu schwanken, und irgendwo schrie zwölfmal ein Käuzchen. Der Mond war im Zunehmen, die Flut der Wasser floss in die Niederungen, und am Ende der Welt stießen brausend zwei Meere zusammen.“
Der Arzt erkennt sofort an Marhouls Schwindelanfällen, seiner Schwäche, den leblosen Beinen und der beginnenden Lähmung eine unheilbaren Krankheit. Jan kann nicht mehr in der Bäckerei arbeiten und wird von Josefina gepflegt: „Wer kennt nicht die höllischen Gluten des Schmerzes, wer kennt nicht sein Wüten? Wer leidet, ist kein Mensch mehr, sondern ein Fels von Wehklagen, ein Stamm der Pein, ein Häufchen Muskeln, durchwebt von Nerven, in denen die grässlichen Grausamkeiten toben.“ In trügerischen Bildern sieht Jan sich gesund werden und unterhält sich mit den alten Freunden. „Er starb, und am dritten Tag ward er begraben.“

### Der Sohn
Je mehr sich Marhouls Chancen auf einen eigenen Wiederaufstieg verringern, umso mehr richten sich seine Hoffnungen auf den Sohn. Jan Josef gleicht in vielem seinen Eltern: „[I]n den Bogen der zusammengewachsenen Brauen lag Josefinas Trauer, aus deren Schatten blitzte Jans ewige Erregung auf.“ Seine Sozialisation verändert sich mit dem Abstieg der Eltern. Schien der 6-Jährige zum Nachfolger des Bäckermeisters prädestiniert, so hütet er in Nadelhota mit den Dorfjungen und Raufbolden die Ziegen und macht viel Unsinn. Er ist „einer dieser kleinen Lümmel. Längst hat der Teufel den Engel geholt, der beim großen Backbrett ein Teigmeer ins andere umgoss. Jetzt plantscht er im Schlamm vieler Wasser.“ Zurückgekehrt in Benešov schließt er sich der Straßenmeute der Jugendlichen im Armenviertel an. Trotz der Erfahrung der Eltern will der 13-Jährige immer noch Bäcker werden und wie der Vater arbeiten, und seine Mutter denkt im Stillen: „Ein Arbeiter wirst du sein […] denn als Arbeiter bist du geboren, genauso wie ein Erbfürst als Erbfürst geboren wird.“ Sein Vater dagegen rät ihm ab: „[L]ass dieses Handwerk der Hungerleider sein, noch ehe du es ins Herz schließt.“ Jan träumt von einem besseren Leben des Sohnes: er soll „ein Herr“ werden. Der Anfang bestätigt ihn, denn Jan Josef besteht durch seine gute Auffassungsgabe die Aufnahmeprüfung für das Gymnasium Er hält sich in den ersten Klassen recht gut, fällt dann aber immer mehr ab, verträumt den Tag und lernt nicht mehr, er leidet unter der Willkür des gewalttätigen Erdkundelehrers Brunculík und des sittlich verkommenen Katecheten Kovář, die ihn mit Schlägen quälen. Er wird als „Tölpel“ beschimpft, gilt zuweilen unter den Schülern als Leistungsverweigerer und stiller Rebell. Der wieder in seinen alten Leichtsinn zurückfallende, gealterte Vater kann das Schulgeld nicht mehr aufbringen. Sein Meister spottet, Jan Josef zum Dechanten machen zu wollen, während sein eigener Sohn das Bäckerhandwerk lernen soll. „Das Phantastische der Not wuchs wie der Winter, der dem Dezember zuschreitet. Die letzten Schemen der Hoffnung verflüchtigten sich, und inmitten der Schatten stand Josefina vereinsamt. Des Vaters Sinn war aufgetan wie das Tor, das zu den Schwellen des Paradieses oder der Vorhölle führt. Jan Josef glich einem Hahn, der über diesem brüchigen Bau krähte. Der leere und öde Weg mehrerer Jahre schwankte auf und nieder wie eine Schaukel. Jan konnte weiß oder schwarz sein, reich oder arm, der Geist seiner wilden dämonischen Einfalt hob alle Unterschiede auf.“
Jan Josef hat inzwischen den Anschluss an den Lehrstoff verloren. Er möchte mit der vierten Klasse die Lateinschule verlassen und sich eine Arbeitsstelle suchen. Doch sein Vater beharrt auf seinen Vorstellungen. Da beschließt Josefina, mit der Quälerei Schluss zu machen und mit ihrem Mann zu reden, doch dies ist wegen seiner Erkrankung kaum mehr möglich. Am Krankenbett verspricht Jan Josef seinem Vater, fleißiger zu lernen und es bis zur achten Klasse zu bringen. „Da bewegte sich der Kranke ein wenig, und die harte Hand wandte sich dem Sohn zu, wie sich eine Blüte der Sonne zuwendet. Schaufel und Rührkeule hatten der Hand das Mal der Schwere aufgedrückt, so dass die Finger halb gekrümmt waren und die Hand an eine Muschel erinnerte, aus der man Perlen gestohlen hat. Der Augenblick war fast holdselig, denn Jan Josef trat zum Vater, ohne gezwungen zu sein, ihm zu antworten.“

## Rezeption
Mit dem sozialkritischen „Marhoul“-Roman gelang Vančura der Durchbruch in der zeitgenössischen tschechischen Literatur und er galt wegen seiner expressionistisch bilderreichen Sprache „als der Meister einer neuen surrealistischen revolutionären Prosa“. Der Nobelpreisträger von 1984 Jaroslav Seifert nannte ihn in seinen Erinnerungen einen der größten tschechischen Schriftsteller und wies auf seinen unnachahmlichen Stil hin.
In der zweiten Hälfte des 20. Jhs. wurden die Romane und Erzählungen der zweiten Prager Moderne, d. h. der Literatur der tschechischen Avantgarde in der Zwischenkriegszeit wiederentdeckt und neu aufgelegt. Z. B. erschien der Bäcker Marhoul 1959 im Heft 2 der Ostberliner Zeitschrift „Sinn und Form“. Der damalige Chefredakteur Peter Huchel bezeichnete den Text als „sehr starke Prosa“. Reiner Kunze zitierte in seiner Rede „Die Bücher der anderen“ zur Eröffnung der Leipziger Buchmesse im Jahr 1995 aus dem „Bäcker Jan Marhoul“.
In diesem Zusammenhang befassten sich Literaturkritiker auch mit der Frage nach der Relevanz von Vančuras Roman, der zwar die ewige soziale Problematik des Unterlegenen aufzeigt, sich jedoch offenbar ideologischen Kategorien entzieht, für die heutigen Leser. So fragt der Rezensent der Berliner Zeitung nach der revolutionären Aussage und stellt zuerst „das Problematische“ dar: „eigentlich reich[e] Marhouls Engels-Eseligkeit, die ihn verschenken lässt, was ihm nicht gehört, völlig aus, um ihn und seine Familie in den Ruin zu treiben. Schuldige brauch[e] es dazu nicht.“ Wenn Engel auf die Erde fallen, „muss nicht unbedingt nach Teufeln Ausschau gehalten werden, wenn es zu einer Bauchlandung kommt.“ Offenbar spiele Vančuras sozialkritischer Impetus bei der Klage über das Scheitern des Helden eine Rolle. Da gleite der Roman „in eine Sentimentalität ab, die, mit einer kirchlichen Metaphorik angereichert, aus dem Heiligen ein rührend plattes Heiligenbildchen zu machen droht“, und da tröste auch nicht der Ausspruch Seiferts: „Vančura war ein Aristokrat mit demokratischem Herzen“. Wegen seiner originellen Sprachbilder lohne sich jedoch die Lektüre des Romans: „Es war ein Loch in der Zeit, und auf dem Grund dieses Lochs schliefen sie und hungerten […] Der Himmel schneite, und die Zeit schneite.“
Der Frage nach dem revolutionären Gehalt des Buches geht auch Haas nach, der in Verbindung damit im Nachwort zum Roman v. a. die literaturwissenschaftliche Einordnung des Werkes vom Motiv des tumben Tores bzw. „großen Narren“ aus untersucht. Oft werden in der Literatur Parzival, Dostojewskijs Fürst Mischkin, Eichendorffs Taugenichts oder Cervantes Don Quijote genannt. Haas unterscheidet Jan Marhoul von diesen „Narren“. Er sei „eine Art revolutionärer Individual-Anarchist“ und dies sei etwas „sehr Charakteristisches in der Geschichte des tschechischen Volkes“. Wie ein Scheidewasser bringe der Protagonist „[d]as Gute wie das Böse im Menschen […] an den Tag.“ Das „Legendäre“ des Buches sei demnach „zeitlos, zeitlich, soziologisch und psychologisch zu verstehen.“ Haas bezeichnet dies als „den ›Archetyp‹ der tschechischen Seele“. Marhoul sei „Ein Narr – ein rechter ›Narr in Christo‹“. Er lasse sich „immerfort in die Hände der Menschen fallen, er fühl[e] sich wohl in den Händen der Menschen, er [sei] ein heiterer, menschenfreundlicher Puritaner – genauso wie man sich die ›Böhmischen Brüder‹ vorstellt.“ Im Vergleich zu Kafka hätten die Werke beider Schriftsteller trotz aller Unterschiede „etwas Tiefes gemeinsam, was sowohl der Generation als auch dem im weitesten Sinne Landsmännischen innewohnt: die sinnbildliche Attitüde oder Geste vor dem Leben, die sinnbildliche Lebenssituation. Die Hauptgestalten sind bei beiden so etwas wie ›der Mensch an sich‹, ›Adam Kadmos‹, aus dem ein ganzer Menschenschlag entsprungen ist. Hier ist es der heitere Mann am Backofen, der Brot schafft und doch brotlos wird.“ Er schaffe die „Urnahrung“. Sein Beruf stehe für „das im geistigen Sinne Naturhafte und Natürliche“. Im literarischen Vergleich sieht Haas eine Nähe zum Werk Jean Pauls, wenn auch weniger auf der phantastischen als auf der realistischen Ebene. Ähnlich äußert sich Eckhard Thiele im Vorwort zur DVA-Ausgabe: Marhoul stelle keinen idyllisierten Trottel dar. Der Autor schildere die herrschende Welt der Kleinstadt Benešov und ihre Einwohner realistisch und beurteile sie kritisch. Marhouls Güte habe eine tiefere Bewandtnis: „Das wiederholte Scheitern ficht ihn nicht an, immer beginnt er von vorn und bleibt, was er ist: ein leibhaftiges Gegenbild zu der Welt, in der allzuoft Macht, Geld und Gemeinheit den Ton angeben. Ein Urgestein von einem Menschen, voll archaischer Lebenskraft und romantischer Träumerei. Er ist ein Gottesnarr mit böhmischem Naturell.“

## Ausgaben
- Der Bäcker Jan Marhoul. Aus dem Tschechischen von Julius Mader. Illustrationen: Toyen, Typographie und Einbandentwurf: Ladislav Sutnar. Družstvení Práce, Prag 1937.
- Der Bäcker Jan Marhoul. Aus dem Tschechischen von Peter Pont. Mit einem Nachwort von Willy Haas. Bibliothek Suhrkamp Bd. 576, Suhrkamp Verlag 1978.
- Der Bäcker Jan Marhoul. Roman (=Tschechische Bibliothek), mit Erinnerungen an Vladislav Vančura von Jaroslav Seifert und einem Nachwort von Eckhard Thiele. DVA, München 2000.